# 세실리 본 지게사

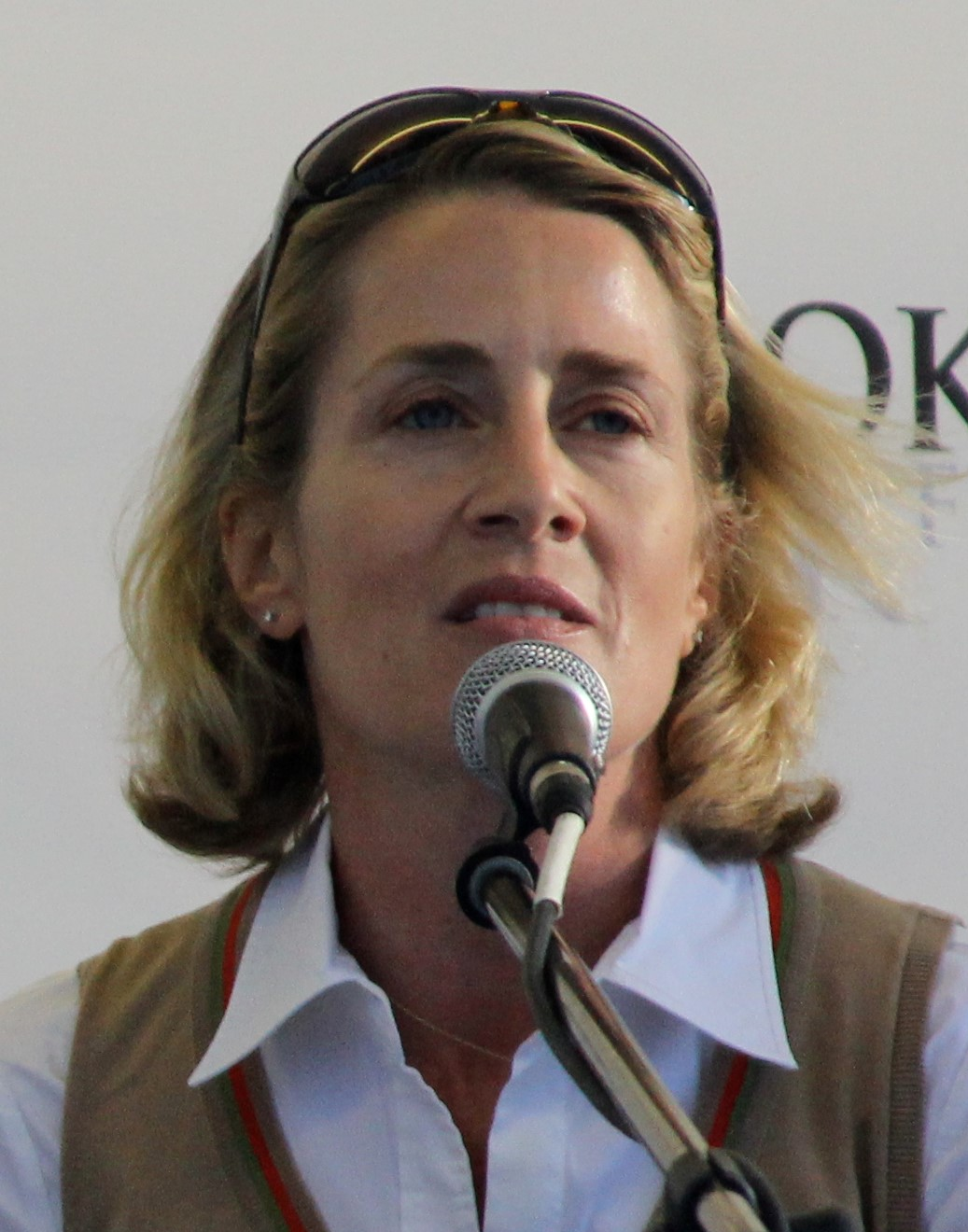

세실리 본 지게사(Cecily von Ziegesar, 1970년 7월 27일 ~ )는 미국의 청소년 소설 작가이다.

## 저서
- 소설 《가쉽걸》